# Claudius Regaud
Pour les articles homonymes, voir Regaud.
Claudius Regaud, né le 30 janvier 1870 à Lyon 6e et mort le 28 décembre 1940 à Couzon-au-Mont-d'Or (Rhône), est un médecin et biologiste français, un des premiers radiothérapeutes, fondateur de l'Institut Curie

## Carrière
(avril 2024).

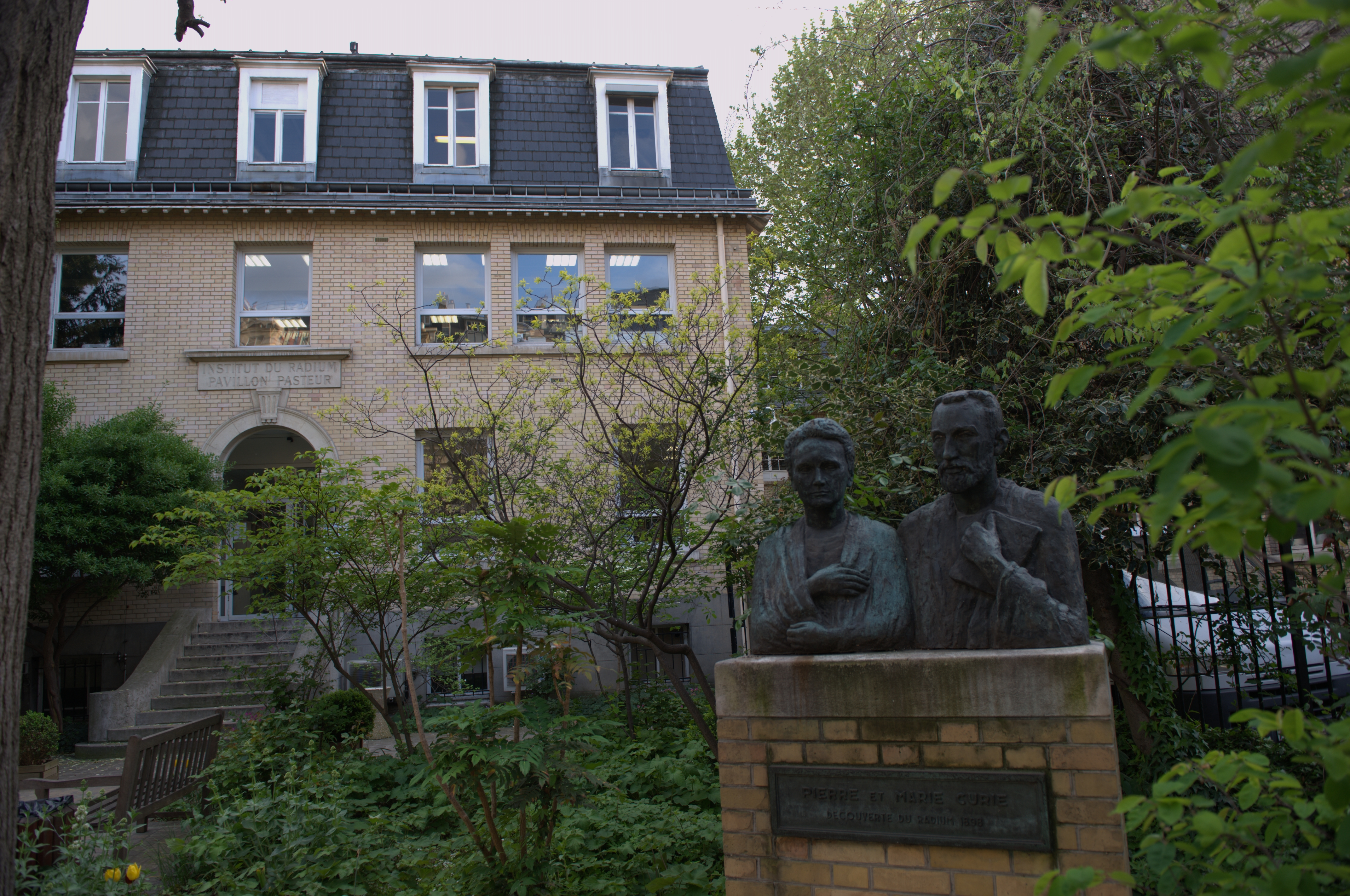
Le pavillon Pasteur en 2010 et le jardin Pierre-et-Marie-Curie.

- 1889-1891 : Externe, puis interne des Hôpitaux de Lyon. Il est l'émule d'Alexandre Lacassagne.
- 1893 : suit le cours de microbiologie de l'Institut Pasteur, à Paris et entre dans le service du professeur Émile Roux.
- 1895 : entre comme chef de travaux au laboratoire d'anatomie générale et d'histologie de la faculté de médecine de Lyon.
- 1897 :  soutient sa thèse de doctorat en médecine sur les vaisseaux lymphatiques du testicule, rédige le chapitre sur les glandes génitales du Traité d'histologie pratique de Renaut.
- 1901 : Agrégé d'histologie de la faculté de médecine de Lyon
- 1901-1909 : Assistant du professeur Renaut, met au point une technique de coloration des mitochondries (technique de Regaud).
- 1913 : Appelé par le professeur Émile Roux, patron de l'Institut Pasteur pour y être professeur. Il participe également à la fondation de l'Institut du radium, devenu après sa fusion avec la Fondation Curie, l'Institut Curie.
- 1914 : dirige le Pavillon Pasteur de l'Institut du Radium. Le pavillon Pasteur se consacre aux recherches biologiques sur les applications médicales des rayons. À ce titre, il est l'homologue de Marie Curie qui dirige le Pavillon Curie de l'Institut du Radium, qui se consacre aux recherches physico-chimique des radio-éléments.
- 1914 : Mobilisé et parti au début de la Première Guerre mondiale en août 1914 avec une nomination préférentielle de chef d'une ambulance divisionnaire grâce à son protecteur le professeur Roux, Claudius Regaud fut peu après chargé d'organiser l'hôpital d'évacuation de Gérardmer[note 1]. Récalcitrant à envoyer ses blessés sans traitement dans des trains de la mort, il développe une approche des traumatismes et des pathologies, en s'efforçant de soigner les soldats blessés avec les moyens du bord. Pendant les terribles hécatombes de la bataille des Vosges, d'août à novembre, son hôpital d'évacuation se signale par des statistiques de mortalité les plus faibles, en fonction du nombre d'entrées. Ces données connues début 1915 lui valent une visite du président Raymond Poincaré, qui lui remet à cette occasion la légion d'honneur.
- D'août 1915 à février 1917, il est conseiller technique de Justin Godart, Sous-secrétaire d'État au Service de Santé du ministère de la Guerre à Paris. Pris dans un travail administratif et routinier, il fait le bilan de son expérience en 1917 et décide de concevoir un hôpital moderne mêlant recherche de pointe et soins hospitalier généralisé. C'est l'origine de l'hôpital universitaire moderne. Ce projet se concrétise à Boulogne et dans deux autres centres juste après guerre. Il sera étudié et copié par les alliés Américains[3].
- En 1917, il est nommé Médecin-major de première classe, puis directeur scientifique du Groupement des services chirurgicaux et scientifiques, il travaille à la création d'un des premiers hôpitaux-écoles pendant le conflit, l'École de Médecine et de Chirurgie de guerre, qui fonctionnait dans l'hôpital d'évacuation [note 2] de Bouleuse près de Reims. Les étudiants y recevaient un enseignement technique par René Leriche, dirigé par Claudius Regaud[4].
- 1920 : création de la Fondation Curie, son but est de financer les activités de l'Institut du radium et de contribuer au développement de sa composante thérapeutique, Claudius Regaud dirigera la section médicale jusqu'en 1937.

- Membre de l'Académie de médecine à partir de 1924.

- Il est chargé de cours ou de conférence dans divers universités à l’étranger.

- Il préside la commission de la radiothérapie des cancers, au comité d'hygiène de la Société des Nations en 1928.

## Œuvre scientifique
En 1906, il découvre les effets nocifs des rayons X sur les testicules, et l'effet induit de stérilité. Il en déduit qu'elles pourraient aussi être utilisées contre d'autres cellules à croissance rapide, et donc les tumeurs cancéreuses. Il commence à expérimenter cet effet.
En 1912, il obtient dans l'Institut du Radium la responsabilité du laboratoire Pasteur pour l'étude des effets biologiques et médicaux de la radioactivité, alors que Marie Curie est chargée du laboratoire Curie pour les recherches en physique et chimie. Il y lance un programme de lutte contre le cancer, et ses recherches pour établir les durées et doses optimales pour l'irradiation en font un pionnier du principe de fractionnement des doses en radiothérapie.

## Hommages
- Le centre régional de lutte contre le cancer de Toulouse porte son nom ;
- L'hôpital de Gérardmer porte son nom ;
- Il y a une Impasse Régaud à Caluire-et-Cuire, quartier Bissardon ;
- Avenue Claudius-Regaud (anciennement avenue Claude-Regaud) dans le 13e arrondissement de Paris, près de la Porte d'Ivry.

## Décorations
- Commandeur de la Légion d'honneur. Chevalier du 17 février 1915 à titre militaire[note 3], officier le 19 février 1921 à titre militaire, commandeur le 27 juillet 1930[9].
- Croix de guerre 1914-1918
- Officier de l'Instruction publique